# Ameerah Haq

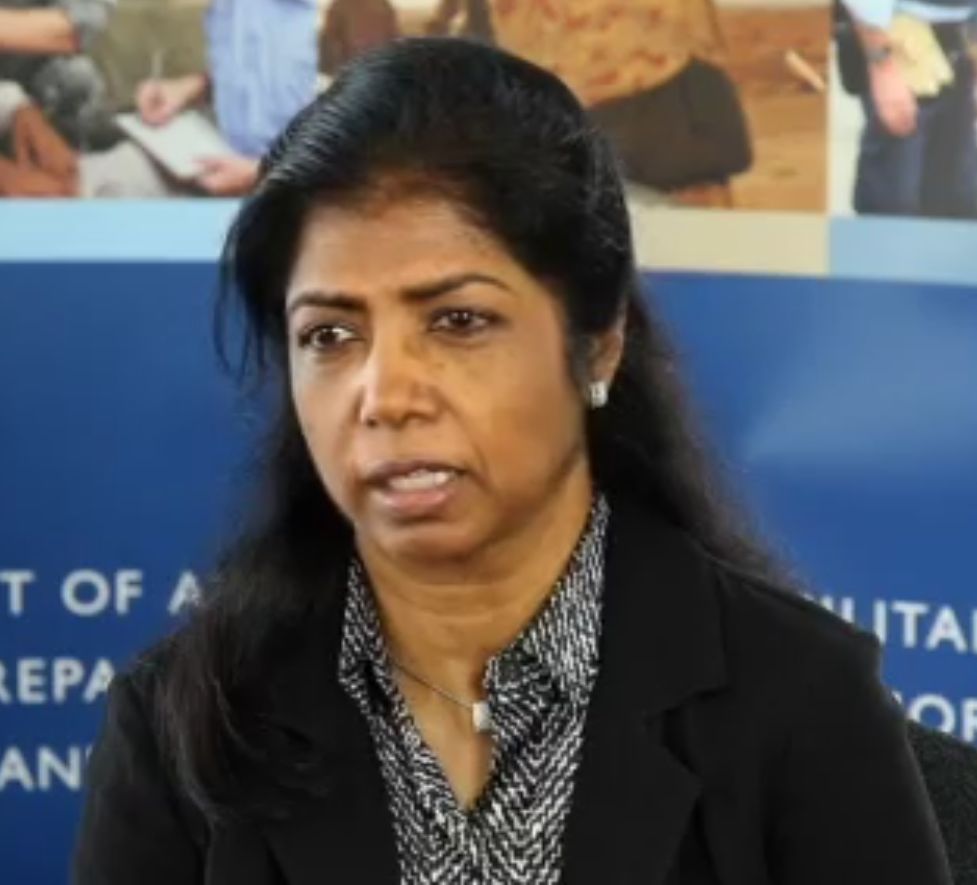
Ameerah Haq

Ameerah Haq (* vor 1955) ist eine Diplomatin aus Bangladesch.

## Werdegang
Haq erhielt einen Master in Gesellschaftsorganisation und -planung an der Columbia University und in Geschäftsverwaltung an der New York University. Einen Bachelor of Arts erhielt Haq am Western College in Oxford (Ohio).
1976 begann sie als Junior Professional Officer in Jakarta (Indonesien). 1978 wechselte sie als Assistant Resident Representative nach Afghanistan. 1980 bis 1990 arbeitete Haq im Regionalbüro für Asien und dem Pazifik in der UNDP-Zentrale in New York in verschiedenen Positionen, so als Zuständige für die Koordination von Hilfsprojekten und Desk Officer für Thailand, Myanmar und Bhutan. Von 1985 bis 1987 arbeitete sie auch für den Entwicklungsfonds der Vereinten Nationen für Frauen (UNIFEM). 1991 bis 1994 war Haq UN Resident Coordinator und UNDP Resident Representative in Laos und von 1994 bis 1997 mit denselben Aufgaben in Malaysia.
Haq war Sondergesandte des UN-Generalsekretärs in Afghanistan mit Verantwortung für den Wiederaufbau. Außerdem war sie UNDP Resident Representative, Resident Coordinator und Humanitarian Coordinator in Afghanistan (2004 bis 2007).
Zuvor war sie Deputy Assistant Administrator und stellvertretende Direktorin des Büros für Krisenprävention und Wiederaufbau beim Entwicklungsprogramm der Vereinten Nationen (UNDP) in New York.
Ab September 2008 war Haq stellvertretende UN-Sonderbeauftragte für den Sudan, United Nations Resident Coordinator und Humanitarian Coordinator im Sudan.
Am 4. Dezember 2009 wurde sie zur UN-Sonderbeauftragten für Osttimor und Chefin der Integrierten Mission der Vereinten Nationen in Timor-Leste (UNMIT) ernannt. Sie folgte damit dem Inder Atul Khare auf diesem Posten. Im Januar 2010 trat Haq das Amt in Osttimor als erste Frau an und hatte es bis zum 8. Juni 2012 inne. Ihr Nachfolger wurde der Däne Finn Reske-Nielsen.
2014 trat Ameerah Haq als Unter-Generalsekretärin der UN zurück. In diesem Amt war sie verantwortlich für Logistik und Unterstützung aller UN-Friedensmissionen.
Haq ist unverheiratet.

## Auszeichnungen
2012 erhielt Haq von Osttimors Staatspräsident José Ramos-Horta die Medaille des Ordem de Timor-Leste.